# Canton de Thenon
Le canton de Thenon est une ancienne division administrative française située dans le département de la Dordogne, en région Aquitaine.
Avec le redécoupage cantonal de 2014, Thenon est devenu le bureau centralisateur du nouveau canton du Haut-Périgord Noir.

## Historique
- Le canton de Thenon est l'un des cantons de la Dordogne créés en 1790, en même temps que les autres cantons français. Il a d'abord été rattaché au district de Montignac avant de faire partie de l'arrondissement de Périgueux[1].

- De 1833 à 1848, les cantons de Savignac et de Thenon avaient le même conseiller général. Le nombre de conseillers généraux était limité à 30 par département[2].

### Redécoupage cantonal de 2014-2015
Par décret du 21 février 2014, le nombre de cantons du département est divisé par deux, avec mise en application aux élections départementales de mars 2015. Le canton de Thenon est supprimé à cette occasion. Neuf de ses onze communes sont alors rattachées au canton du Haut-Périgord Noir (bureau centralisateur : Thenon), et les deux autres (Brouchaud et La Boissière-d'Ans) au canton d'Isle-Loue-Auvézère (bureau centralisateur : Excideuil).

## Géographie
Ce canton était organisé autour de Thenon dans l'arrondissement de Périgueux. Son altitude variait de 112 m (La Boissière-d'Ans) à 317 m (Azerat) pour une altitude moyenne de 209 m.

## Représentation

### Conseillers généraux de 1833 à 2015
| Période | Période       | Identité                | Étiquette                                                | Qualité |
| ------- | ------------- | ----------------------- | -------------------------------------------------------- | --- |
| 1833    | 1842          | Jean Antoine Festugière |                                                          | Négociant Maire de La Boissière-d'Ans |
| 1842    | 1848          | Hugues Étienne Déveaux  |                                                          | Notaire à Cubjac |
| 1848    | 1861          | Gabriel Vidal-Lestang   |                                                          | Juge de paix du canton de Thenon Propriétaire à Sainte-Orse, conseiller d'arrondissement |
| 1861    | 1871          | Odon Maigne             |                                                          | Médecin, propriétaire, maire de Cubjac |
| 1871    | 1892 (décès), | Jean Dubreuilh          | Opportuniste                                             | Médecin, maire de Thenon |
| 1892    | 1902 (décès), | Guillaume Froidefond    | Républicain                                              | Médecin, maire de Thenon |
| 1903    | 1908          | Pierre-Gabriel Marchet  | Républicain                                              | Avocat à Périgueux |
| 1908    | 1913          | Marie Louis Florentin   | Républicain                                              | Médecin, maire de Thenon |
| 1913    | 1921 (décès)  | André Boissarie         | Rad.                                                     | Avocat puis magistrat |
| 1921    | 1931          | Marie Louis Florentin   | RG                                                       | Médecin, maire de Thenon |
| 1931    | 1940          | René Dauriac            | Rad.                                                     | Maire de Gabillou, conseiller d'arrondissement |
|         |               |                         |                                                          | |
| 1945    | 1982          | Robert Lacoste          | SFIO puis PS                                             | Trésorier-payeur général Sénateur (1971-1980) Député (1945-1958 et 1962-1968) Membre de plusieurs gouvernements (1944-1958) Président du conseil général (1949-1979) Maire d'Azerat (1945-1983) |
| 1982    | 2015          | Dominique Bousquet      | Union des démocrates de la Dordogne (UDD) (RPR puis UMP) | Vétérinaire Maire de Thenon (1982-2020) Suppléant du député Jean-Jacques de Peretti (1993-1995) - Député (1995-1997)                                                                            |

### Conseillers d'arrondissement (de 1833 à 1940)
| Période                                  | Période | Identité                      | Étiquette                 | Qualité |
| ---------------------------------------- | ------- | ----------------------------- | ------------------------- | --- |
| Les données manquantes sont à compléter. |         |                               |                           | |
| 1833                                     | 1839    | M. Grand                      |                           | Avocat, maire de Thenon                                                                                     |
| 1839                                     | 1848    | Gabriel Vidal-Lestang         |                           | Juge de paix du canton de Thenon, propriétaire à Sainte-Orse                                                |
|                                          |         |                               |                           | |
| 1855                                     | 1864    | Jules François Michel Laroche |                           | Maire de Thenon                                                                                             |
| 1864                                     | 1871    | M. Dubreuil                   |                           | |
| 1871                                     | 1880    | M. Latour                     |                           | |
| 1880                                     | 1889    | Alphonse Detrieux             | Républicain               | Négociant, adjoint au maire de Thenon                                                                       |
| 1889                                     | 1898    | Noé Brachet                   | Républicain               | Maire de Brouchaud                                                                                          |
| 1898                                     | 1907    | Oda Coyral                    | Conservateur bonapartiste | Propriétaire à Fossemagne L'élection de 1898 est annulée, et M. Coyral est réélu en 1899                    |
| 1907                                     | 1910    | M. Cazeau                     |                           | |
| 1910                                     | 1919    | Émile Amouroux                | Républicain libéral       | Huissier, propriétaire                                                                                      |
| 1919                                     | 1922    | Maurice Brachet               | Républicain               | Négociant à Brouchaud                                                                                       |
| 1922                                     | 1931    | René Dauriac                  | Radical                   | Maire de Gabillou                                                                                           |
| 1931                                     | 1934    | Paul Laganne                  |                           | Maire d'Ajat                                                                                                |
| 1934                                     | 1940    | Noël Teillet                  | Radical                   | Maire de Thenon (1933-1943)                                                                                 |
| 1940                                     |         |                               |                           | Les conseils d'arrondissement ont été suspendus par la loi du 12 octobre 1940 et n'ont jamais été réactivés |

Sources : "Annuaires et calendriers 1789-1842 " sur le site des archives départementales de la Dordogne. https://archives.dordogne.fr/r/72/fonds-imprimes/annuaires-et-calendriers?arko_default_6076b1c79b335--ficheFocus=

## Composition
Le canton de Thenon regroupait onze communes et comptait 4 405 habitants (population municipale) au 1er janvier 2011.
| Communes              | Population (2012) | Code postal | Code Insee |
| --------------------- | ----------------- | ----------- | ---------- |
| Ajat                  | 334               | 24210       | 24004      |
| Azerat                | 427               | 24210       | 24019      |
| Bars                  | 229               | 24210       | 24025      |
| La Boissière-d'Ans    | 234               | 24640       | 24047      |
| Brouchaud             | 213               | 24210       | 24066      |
| Fossemagne            | 602               | 24210       | 24188      |
| Gabillou              | 90                | 24210       | 24192      |
| Limeyrat              | 455               | 24210       | 24241      |
| Montagnac-d'Auberoche | 148               | 24210       | 24284      |
| Sainte-Orse           | 392               | 24210       | 24473      |
| Thenon                | 1 281             | 24210       | 24550      |

## Démographie
| 1962  | 1968  | 1975  | 1982  | 1990  | 1999  | 2006  | 2011  | 2012  |
| ----- | ----- | ----- | ----- | ----- | ----- | ----- | ----- | ----- |
| 4 505 | 4 225 | 4 193 | 4 115 | 4 226 | 4 021 | 4 297 | 4 405 | 4 420 |